# 訓練巴士

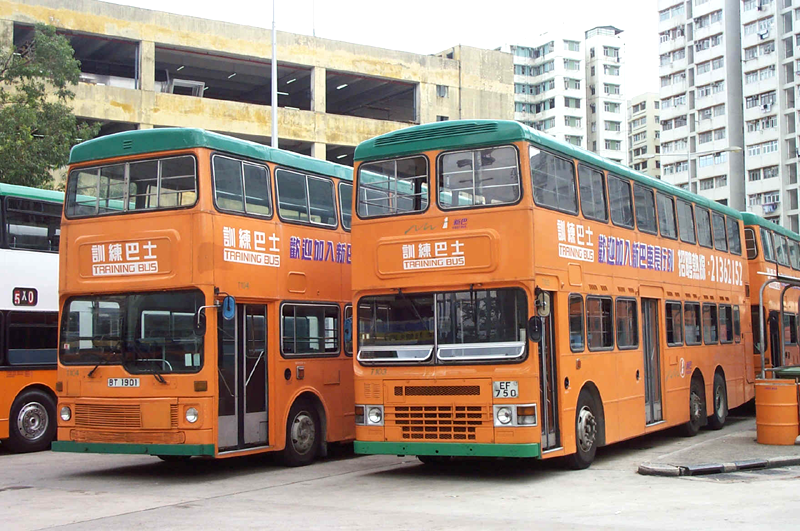
新巴成立初期的訓練巴士

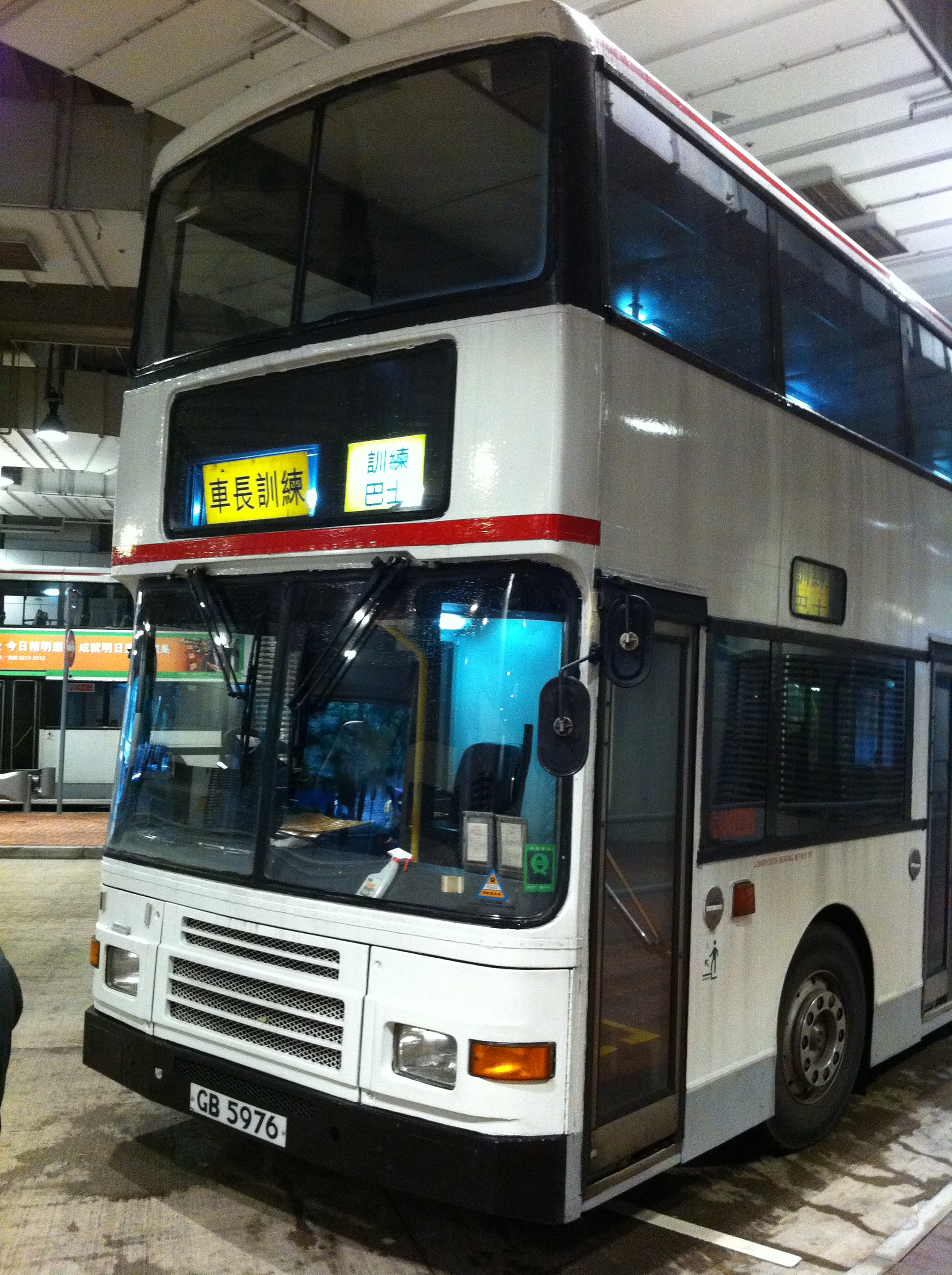
九巴的訓練巴士

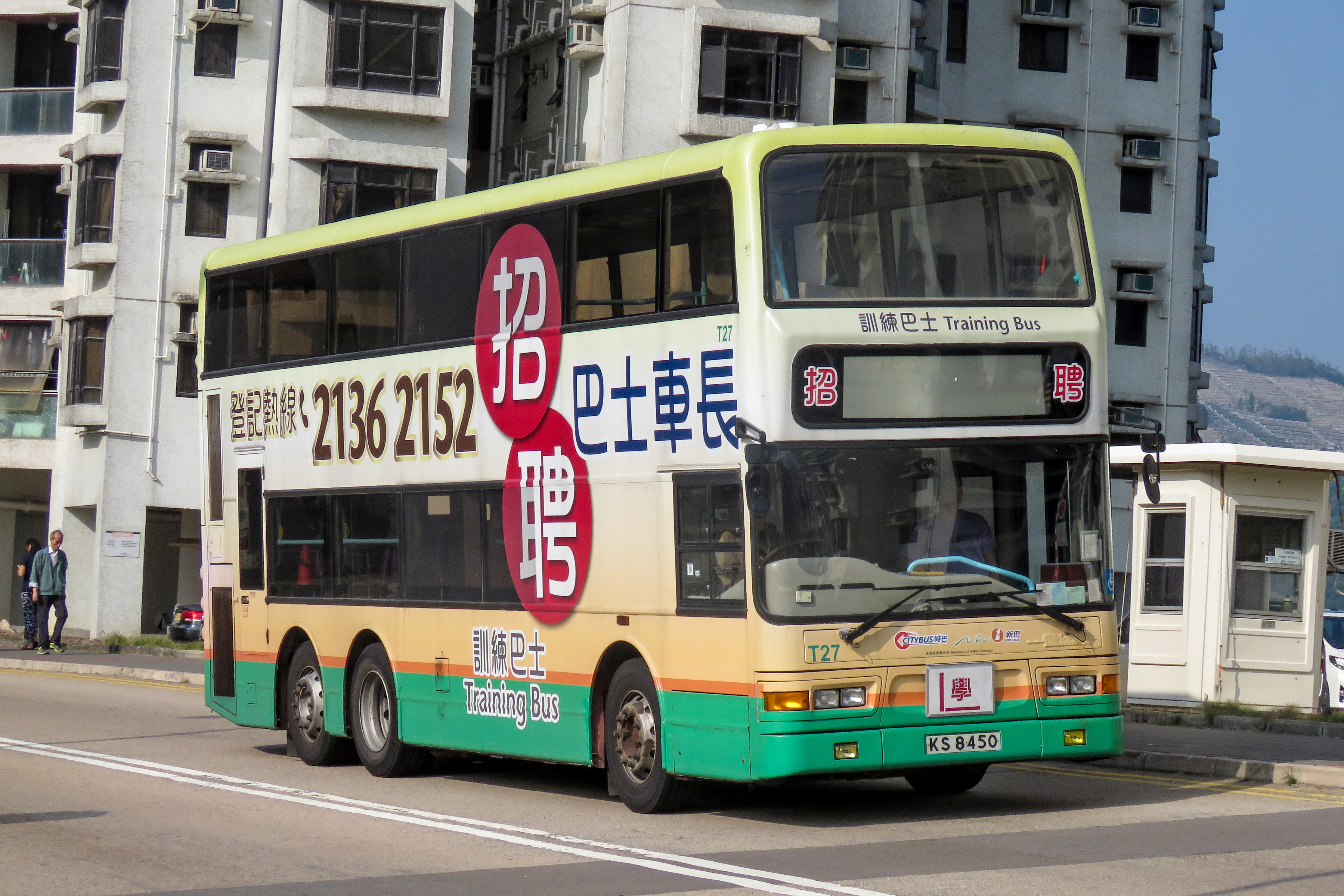
2018年新巴城巴(滙達交通服務)的訓練巴士

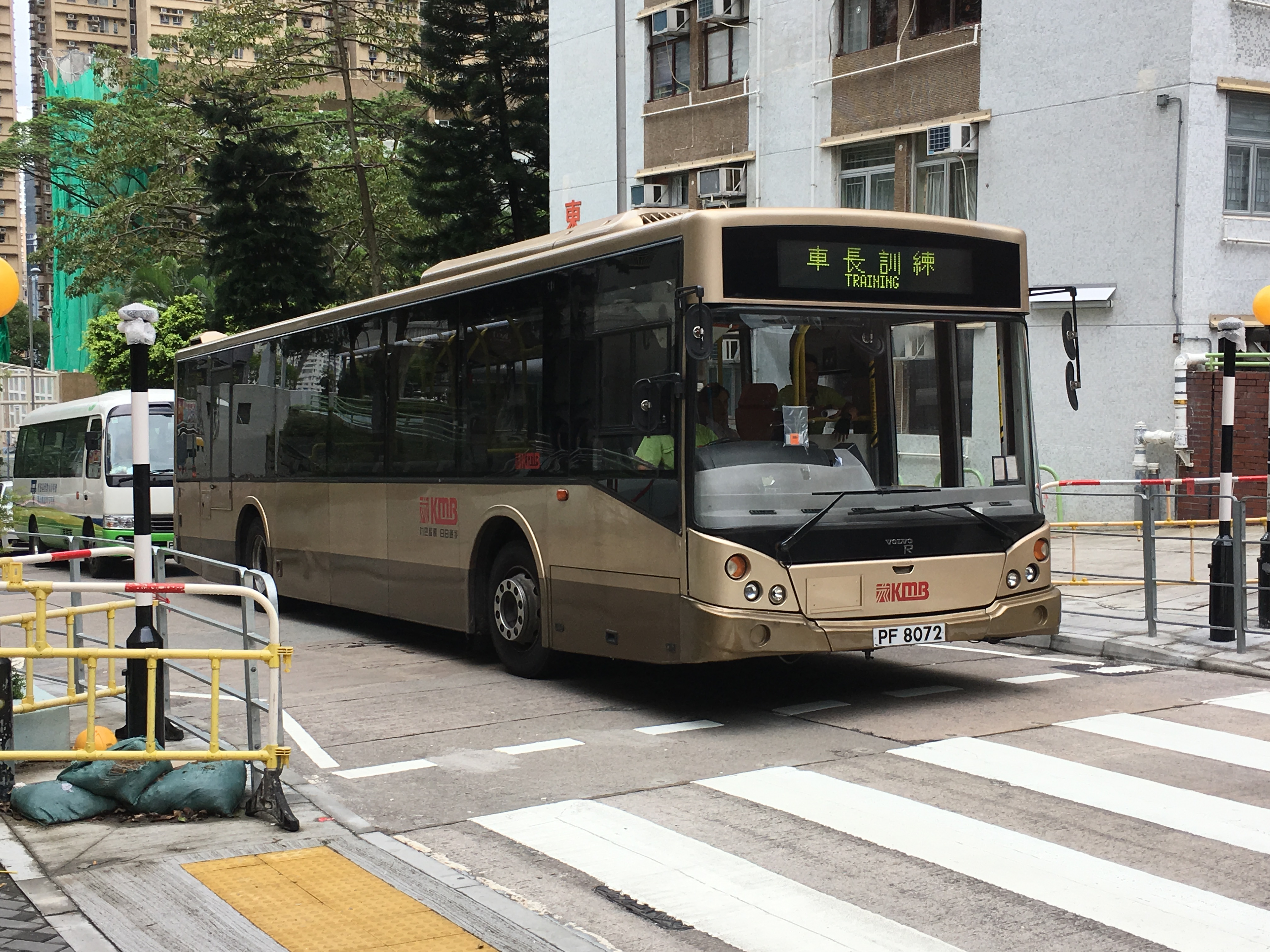
九巴在2017年改裝的單層的訓練巴士

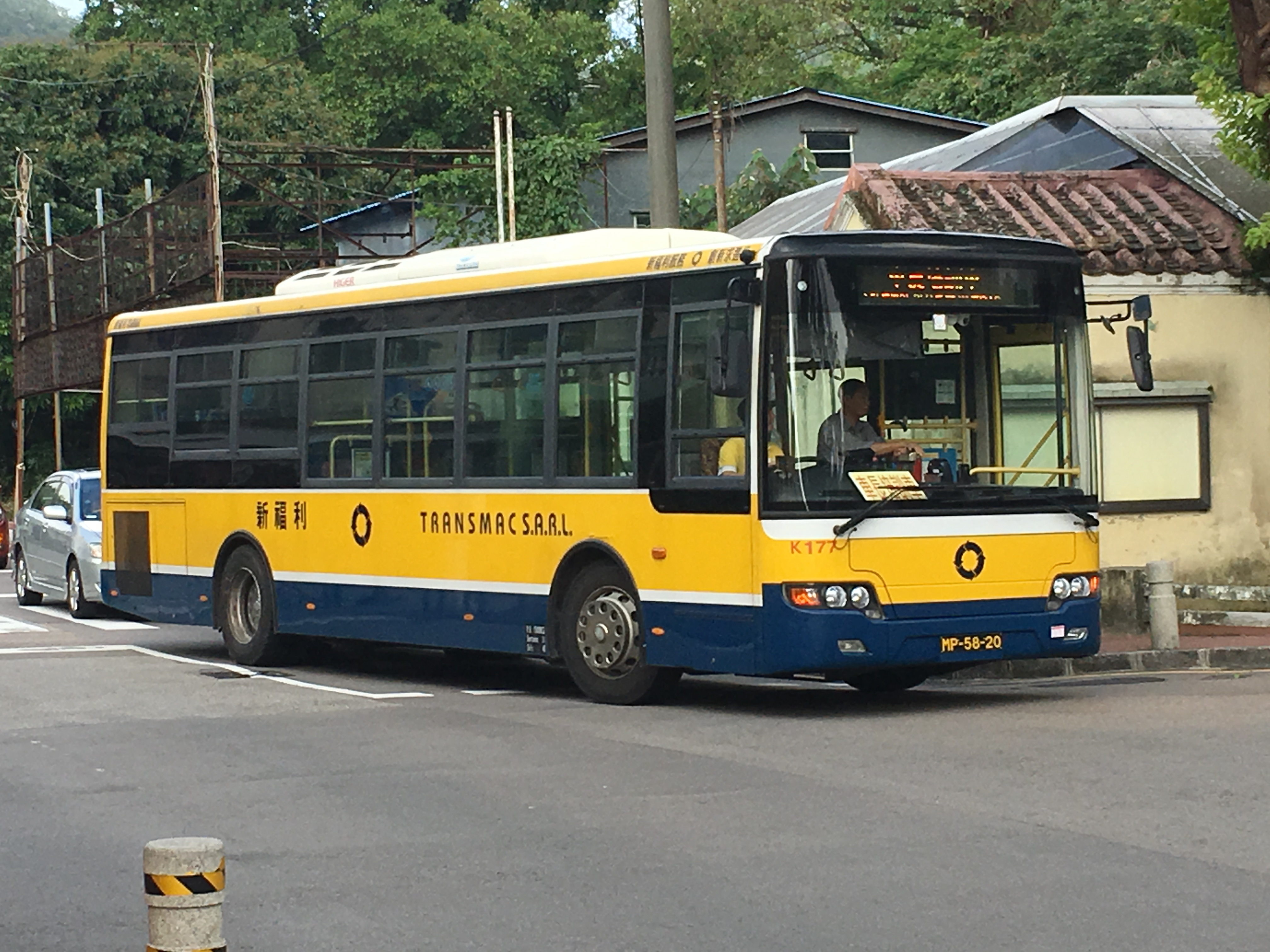
新福利的訓練巴士

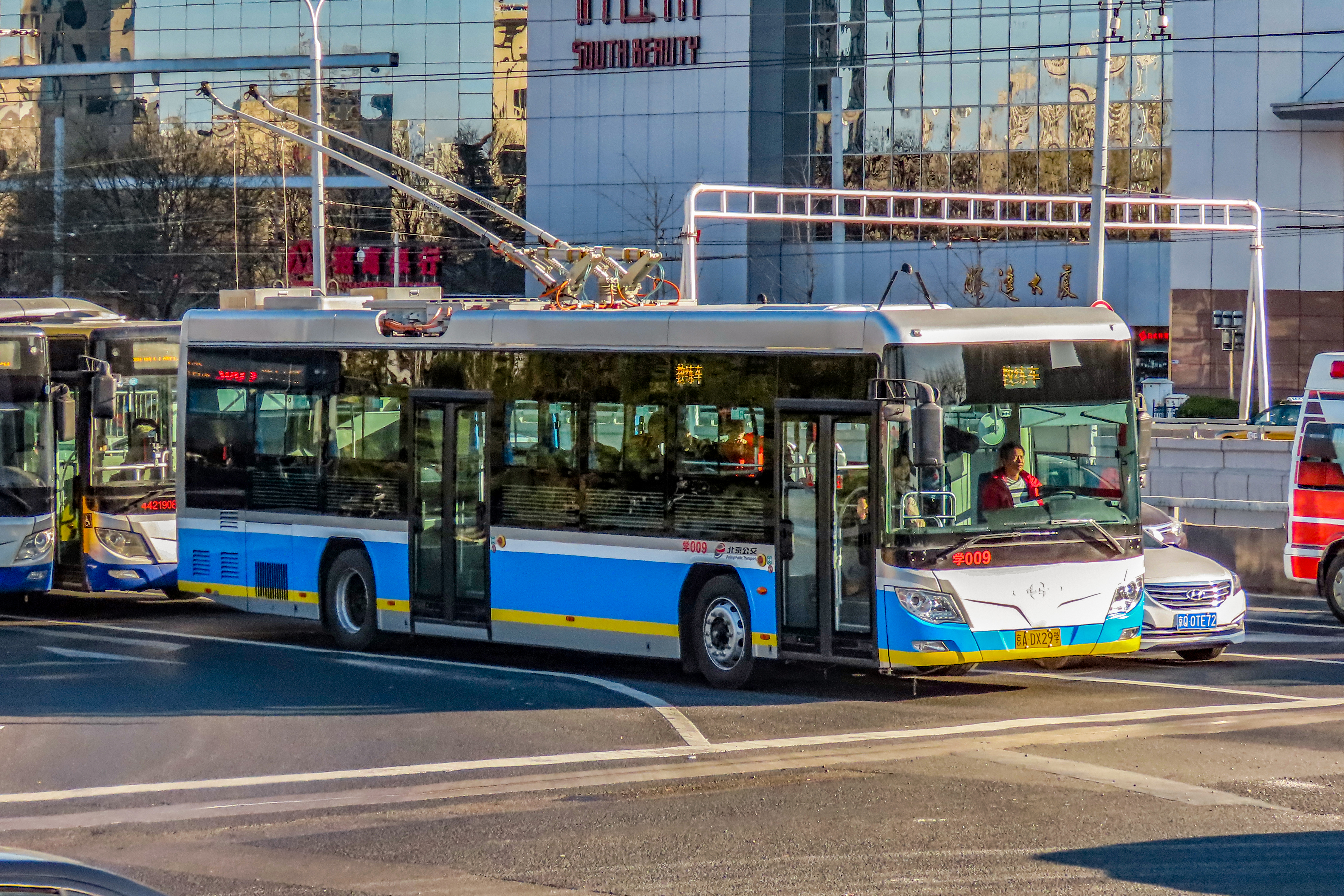
北京公交的无轨电车教练车

訓練巴（英語：Training Bus）為巴士公司供學員或車長進行駕駛訓練的巴士，以進行各式各樣的駕駛訓練或考試。

## 香港
香港的四大專營巴士公司（不包括嶼巴）均會預留一些部份退役巴士改裝成為訓練巴士。改裝工程包括在司機位旁的加裝一張座椅及煞車腳掣，供教官從旁指導；另外巴士亦會拆除上層所有座椅，並只保留下層20張座椅（2016年或之前改裝則為17張座椅（有時為18張）），即法例對巴士的最低載客量要求，以節省牌費等。
除此以外，巴士公司亦會抽調普通巴士作較簡單的訓練，例如路線實習和車型實習等，使車長熟習不同車款的操作技巧，及在新路線投入服務或大型改道前為駕駛該路線的車長提供訓練。
有時可能會利用載客巴士作車長訓練之用。

### 政策
現時專營巴士公司的訓練巴士均屬私家巴士，須領有B01類客運營業證。
政府透過《1988年汽車（首次登記稅）（修訂）條例》豁免了專營巴士公司及九廣鐵路／港鐵（新界西北）所購置之訓練巴士的首次登記稅。是項稅率原為巴士應課稅價值的15%。

### 九龍巴士
九龍巴士於沙田車廠設立九巴車長訓練學校，分別為新入職和現職的九龍巴士及龍運巴士車長提供全面的培訓及駕駛技術改進課程。
在1980年代，九龍巴士的訓練巴士車隊主要以1950年代的丹拿A型為主，其後開始有二手倫敦丹拿珍寶（2D）加入訓練巴士車隊。
1990年代，配Metal Sections車身的1975年丹拿珍寶及1980年代初出廠的利蘭勝利二型為當時訓練車隊的主力，後來開始有配都普車身的1980年代初出廠丹尼士喝彩巴士（N）、1981年12米都城嘉慕威曼都城巴士、1983年9.7米都城嘉慕威曼都城巴士、1983年利蘭奧林比安12米（3BL）以及1983年丹尼士巨龍12米（3N）加入。
2008年，1990年利蘭奧林比安11米空調巴士（AL）加入訓練巴士行列，開始取替車齡達到廿多年的1983年利蘭奧林比安12米（3BL）以及1983年丹尼士巨龍12米（3N）非空調巴士。其後九龍巴士在2009年至2011年，加入1992至93年領牌的丹尼士巨龍11米空調巴士（AD）作為訓練巴士。2012年，部分1994年富豪奧林比安12米空調巴士（3AV，俗稱「康豪」）亦加入訓練巴士行列。
2013年，訓練車隊正式全空調化，餘下的非空調訓練巴士由1995年丹尼士巨龍11米空調巴士（AD，俗稱「黃柱龍」）取代。
2015年，訓練車隊亦加入了1997年富豪奧林比安11米及12米空調巴士（車隊編號分別為AV及3AV字頭的車隊）。
2015年8月，AL訓練巴士全數退役。
2015年12月，丹尼士三叉戟（ATR車隊）低地台巴士加入成為訓練巴士。
2017年開始，隨著富豪奧林比安11米及12米空調巴士（AV、3AV車隊）和丹尼士三叉戟（ATR車隊）陸續退役，九龍巴士的訓練巴士資源短缺，因此用2000年代及2010年代出牌的巴士（9架ATEU、4架ASC及26架AVC），以填補退役的AV、3AV及ATR訓練巴士。
九龍巴士之訓練巴士：（ATEU2-10、ASC11-14及AVC10、14-38）

### 城巴及新世界第一巴士
城巴早年的訓練巴士包括1985年利蘭奧林比安空調巴士（編號102、104）、1970年代二手利蘭亞特蘭大非空調巴士（包括602、603、628、660、699）等。
城巴在2000年代初從新世界第一巴士購入3部11米1990年丹尼士禿鷹非空調巴士（前DM25、DM12、DM9，改稱T1-T3），其車尾被改為完全密封。
新世界第一巴士開辦初期使用3輛1989年丹尼士禿鷹12米三軸雙層巴士（前DL7、DL10、DL6，改稱T101-T103）、3輛1978年都城嘉慕都城9.7米兩軸雙層巴士（前MC2、MC6、MC5，改稱T104-T106）作訓練用途。後來隨著新世界第一巴士減少聘請新車長，這些訓練巴士被陸續轉售到外地，只剩下一部T106。
隨著新創建（滙達交通服務）收購城巴，城巴及新世界第一巴士進行資源整合。城巴及新世界第一巴士的訓練車隊（T1-T3，T106）合二為一，並統一改塗「新創建交通服務」色彩，即白色車身配以橙、藍色的裙邊色彩。
2011年，編號T1及T106之2輛非空調訓練巴士正式退役，更換成3輛原城巴的1993年利蘭奧林比安12米、10.4米雙層空調巴士（前350、220、226，改為T4、T13、T14），3輛來自新世界第一巴士的1992年利蘭奧林比安11米雙層空調巴士（前LA7、LA9、LA21，分別改編為T5、T11、T12）。
2012年6月，城巴餘下2架非空調訓練巴士編號T2、T3正式退役，意味著旗下訓練車隊正式全空調化，全面由空調巴士接替。
滙達交通服務的訓練車隊再於2012年增添新成員，加入4輛來自城巴的1994年富豪奧林比安10.4米雙層巴士（前239、241、243、245，改為T6、T8、T9、T7）。
在2013年3月，1輛來自新世界第一巴士的1994年富豪奧林比安11米雙層空調巴士（VA27）被改裝成訓練巴士。
而因應政府資助更換歐盟前期商業車輛的計劃，在2015年5月至6月，4輛來自城巴的1997年富豪奧林比安12米雙層空調巴士（前560、561、563、569，分別改編為T18、T15、T16、T17）及3輛來自新世界第一巴士的1998年富豪奧林比安11米雙層空調巴士（前VA58、VA59及VA60，分別改編為T23、T20及T22）被改裝成訓練巴士。其後3輛來自城巴及1輛來自新世界第一巴士的1998年丹尼士三叉戟12米雙層空調巴士（分別為2117、2131、2143及1005，分別改編為T24、T25、T19及T26）於退役後被改裝成訓練巴士，成為首批雙層低地台訓練巴士，以取代4輛城巴1994年富豪奧林比安10.4米（T6-9）、3輛1993年利蘭奧林比安12米及10.4米（T4、T13-14）、1輛新世界第一巴士1992年利蘭奧林比安11米（T5）及1輛1995年富豪奧林比安11米（T10）。
而因應政府資助更換歐盟二期商業車輛的計劃，在2018年4月至9月，3輛來自新世界第一巴士的2002年富豪超級奧林比安12米雙層空調巴士（前5098-5100，順序分別改編為T31-T33）及4輛來自2002年丹尼士三叉戟10.3米雙層空調巴士（前3357-3360，順序分別改編為T27-T30）被改裝成訓練巴士。以取代4輛城巴1997年富豪奧林比安12米（T15-T18）、3輛1998年丹尼士三叉戟12米（T19、T24、T25）、3輛新世界第一巴士1998年富豪奧林比安11米（T20、T22及T23）及1輛丹尼士三叉戟12米（T26）。
而因應政府資助更換歐盟三期商業車輛的計劃，在2020年2月至10月，4輛來自新世界第一巴士的2013年Enviro 500 12米雙層空調巴士（前5555-5558，順序分別改編為T38-T41）及4輛來自2012年青年JNP6105GR10.5米單層空調巴士（前1812-1815，順序分別改編為T34-T37）被改裝成訓練巴士。以取代3輛來自新世界第一巴士的2002年富豪超級奧林比安12米（T31-T33）及4輛丹尼士三叉戟10.3米（T27-T30）。

## 另見
- 教練車
- 教練機